# Arcadia (Luisiana)
Arcadia es un pueblo ubicado en la parroquia de Bienville en el estado estadounidense de Luisiana. En el Censo de 2010 tenía una población de 2919 habitantes y una densidad poblacional de 369,03 personas por km².

## Geografía
Arcadia se encuentra ubicado en las coordenadas 32°33′2″N 92°55′26″O / 32.55056, -92.92389. Según la Oficina del Censo de los Estados Unidos, Arcadia tiene una superficie total de 7.91 km², de la cual 7.91 km² corresponden a tierra firme y (0%) 0 km² es agua.

## Demografía
Según el censo de 2010, había 2919 personas residiendo en Arcadia. La densidad de población era de 369,03 hab./km². De los 2919 habitantes, Arcadia estaba compuesto por el 31.93% blancos, el 64.92% eran afroamericanos, el 0.24% eran amerindios, el 0.58% eran asiáticos, el 0% eran isleños del Pacífico, el 1.2% eran de otras razas y el 1.13% pertenecían a dos o más razas. Del total de la población el 2.23% eran hispanos o latinos de cualquier raza.